# レオン・ゴールデンソーン
レオン・ゴールデンソーン (英語: Leon N. Goldensohn, 1911年10月19日 - 1961年10月24日)は、アメリカ合衆国の精神科医。ニュルンベルク裁判ではナチス将校らの精神衛生を担当した。
リトアニアからのユダヤ系移民としてニューヨークに生まれた。1943年、軍に入隊。軍医として従軍。
ニュルンベルク裁判ではヘルマン・ゲーリング、ルドルフ・ヘス、ヨアヒム・フォン・リッベントロップ、バルドゥール・フォン・シーラッハなど21人にナチス将校のメンタルケアを1946年7月26日まで担当した。ナチス将校へのインタビューは英語の書籍として出版された